# SS Puerto Rican
El SS Puerto Rican, era un buque cisterna estadounidense hundido por una explosión el 31 de octubre de 1984. El buque cisterna, con un arqueo de 20295 TRBs y 192,6 metros de eslora, era propiedad de Bankers Trust Company y operado por Keystone Shipping Co. de Filadelfia, y ardió por una explosión con la sección de popa hundiéndose solo unas horas después de salir de San Francisco con destino a Nueva Orleans con una carga de 91 984 barriles de aceite lubricante y aditivos. Además de la carga, el barco recibió 8500 barriles de combustible pesado (Bunker C) antes de la partida.
El barco partió justo después de la medianoche y estaba en el proceso de desembarcar al piloto a las 3:24 de la mañana cuando ocurrió una explosión cerca del tanque número 6 independiente del centro que arrojó al piloto Captian James S. Nolan y dos miembros de la tripulación al agua. El barco piloto San Francisco rescató al piloto y a uno de los dos miembros de la tripulación.

## El accidente

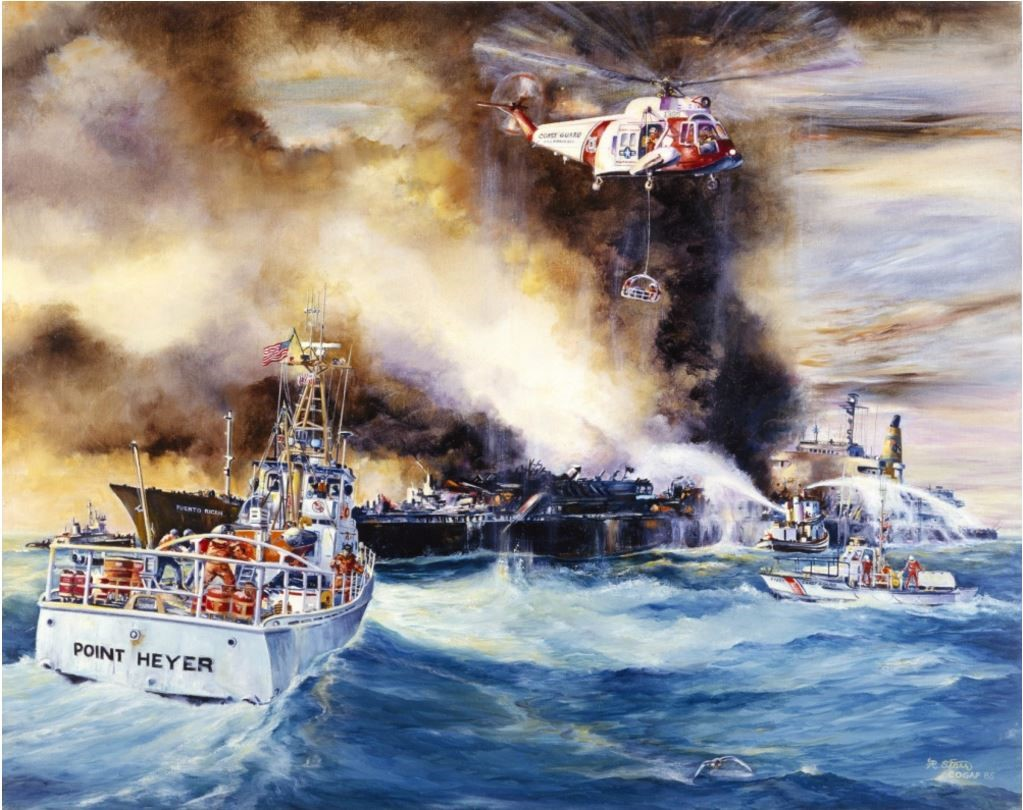
Patrullera guardacostas Heyer esperando mientras el petrolero SS Puerto Rican se quema después de una explosión masiva, el 31 de octubre de 1984.

El barco estaba a ocho millas del Golden Gate el 31 de octubre de 1984, a las 3:24 a. m., cuando fue destrozado por una gran explosión doble justo delante de su cubierta. Una sección de la cubierta de 30 metros, todo el ancho de la embarcación, fue lanzada hacia arriba y luego hacia atrás en la cubierta frente a ella, mientras las llamas se dispararon cientos de pies en el aire.

## Deceso, respuesta de Guardia Costera, hundimiento parcial
Un piloto de barra, el tercero al mando y un miembro de la tripulación fueron arrojados al mar. El barco piloto San Francisco rescató al piloto y compañero gravemente heridos, pero el tripulante se perdió. Mientras el fuego ardía a bordo, la Guardia Costera de Estados Unidos remolcó el barco paralizado más lejos hacia el mar, para evitar que se separara y arrojara su carga cerca de la Bahía de San Francisco. El 1 de noviembre, una tormenta pasó por el área, golpeando al Puerto Rican con vientos de 56 kilómetros por hora y olas de 25 metros de altura. Esa noche, después de 32 horas de esfuerzo, los barcos de bomberos finalmente extinguieron el fuego. El 3 de noviembre, a 30 millas al suroeste del Golden Gate, se separó, su sección de popa se hundió a una profundidad de 450 metros dentro de los límites del Santuario Marino Nacional del Golfo de los Farallones. Más de 4,5 millones de litros de productos refinados de petróleo, aproximadamente un tercio de la carga del buque, se fueron al agua.

## Sospecha de sabotaje e investigación subsiguiente
En los días posteriores a la explosión, hubo indicios en los medios de sabotaje vinculados a una disputa laboral. El buque había sido agujereado en un puerto del Área de la Bahía y algunos de sus tripulantes perseguidos por miembros de la unión marítima. El FBI intervino, pero se determinó rápidamente que no se había producido una explosión de fuente puntual. Más tarde se descubrió que la explosión probablemente resultó de agujeros en los mamparos del compartimiento del tanque que permitieron que la soda cáustica se mezclara con zinc, formando gas hidrógeno que luego explotó. Una junta de investigación de la Guardia Costera atribuyó esto a la negligencia de los oficiales del barco en el viaje de regreso desde Long Beach. Pero no se pudo establecer con certeza la causa de la explosión.

## Impacto del derrame de petróleo
El impacto ambiental fue significativo. Además del derrame inicial, la sección de popa hundida continuó descargando petróleo pesado del búnker, hasta 8000 barriles, durante meses y posiblemente años después. Se estima que más de 4000 aves marinas fueron asesinadas como consecuencia de este derrame; y más de 1000 tuvieron que ser recuperadas.